# Pieve di Coriano
Pieve di Coriano é uma comuna italiana da região da Lombardia, província de Mântua, com cerca de 834 habitantes. Estende-se por uma área de 12 km², tendo uma densidade populacional de 70 hab/km². Faz fronteira com Quingentole, Revere, Schivenoglia, Serravalle a Po, Villa Poma.

## Demografia
| Variação demográfica do município entre 1861 e 2011                               |
|                                                                                   |
| Fonte: Istituto Nazionale di Statistica (ISTAT) - Elaboração gráfica da Wikipedia |